# Keone Young
Keone Young (n. 6 de septiembre de 1947 en Honolulu, Hawái) es un actor estadounidense que ha participado en más de 30 películas y series de televisión.

## Biografía
Además ha participado desde 1969 en la televisión y cine.
Fue un actor invitado en The Bill Cosby Show, junto a Bill Cosby.
En el año 1972 realiza una participación estelar en la serie  Search junto a Hugh O'Brian, Doug McClure, Anthony Franciosa y Burgess Meredith, entre muchos otros, interpretando a Nagada.
Además fue una presencia recurrente como oriental en la serie Kojak en el año 1974.
Police Story, fue una de las participaciones más vistas del público, ya que apareció en tres episodios completos, junto a los grandes actores, Scott Brady, Mel Scott, Don Meredith, Joe Santos, Dane Clarck.
En el año 1984 aparece en la serie Remington Steele, y ese mismo año es una voz adicional en la serie Challenge of the Gobots.
El año 2012 aparece en la película Shake It Up: Made In Japan como el Sr. Watanabe.

## Filmografía

### Películas
| Año  | Película                    | Personaje        | Notas                                                       |
| ---- | --------------------------- | ---------------- | ----------------------------------------------------------- |
| 1974 | Jerry                       | Morree Wu        | Telefilm                                                    |
| 1976 | Baby Blue Marine            | Katsu            |                                                             |
| 1980 | La recluta Benjamín         | Kim Osaka        | Private Benjamin                                            |
| 1981 | El ojo misterioso           | Hijo de Mr. Long | Eyewitness, de Peter Yates                                  |
| 1982 | Frances                     | Doctor chino     |                                                             |
| 1983 | La muerte conduce a Osaka   | Akira            | Girls of the White Orchid                                   |
| 1985 | Challenge of a Lifetime     | Dr. Honawa       | Tiempo de vida                                              |
| 1988 | Nightingales                | Rick             |                                                             |
| 1988 | Alien nación                | Winter           | Alien Nation                                                |
| 1989 | Beverly Hills Bodysnatchers | Don Ho           |                                                             |
| 1989 | Trenchcoat in Paradise      | Bob Kanuka       | La fuga del Paraíso                                         |
| 1990 | Fear                        | William Wu       | Agente oculto                                               |
| 1992 | Honeymoon in Vegas          | Eddie Wong       | Luna de miel para tres                                      |
| 1993 | Surf Ninjas                 | Baba Ram         | El surf de los Ninjas                                       |
| 1994 | Golden Gate                 | Benny Yin        | El gran Golden Gate                                         |
| 1994 | Mi Girl 2                   | Daryl Tanaka     |                                                             |
| 1994 | Un muchacho llamado Norte   | Gobernador Ho    |                                                             |
| 1995 | The Brady Bunch Movie       | Mr. Watanabe     | La tribu de los Brady                                       |
| 1996 | Jack                        | Dr. Lin          |                                                             |
| 2000 | Dude, Where's My Car?       | Mr. Lee          | Colega ¿y mi coche?                                         |
| 2003 | Una rubia muy legal 2       | Committee Clerk  | La rubia es legal                                           |
| 2006 | Return to Halloweentown     | Silas Sinister   | La torre de Halloween                                       |
| 2012 | Shake It Up: Made In Japan  | Mr. Watanabe     | Disney Channel Original Movies, A todo ritmo hecho en Japón |
| 2012 | Tipos legales               | Song             | Stand Up Guys                                               |
| 2024 | Ultraman: el ascenso        | Profesor Sato    | Versión en inglés                                           |

### Televisión
| Año       | Título                       | Personaje                   | Notas                                    |
| --------- | ---------------------------- | --------------------------- | ---------------------------------------- |
| 1969      | Room 222                     | Howie Wong                  | Episodio: "Naked Came We Into The World" |
| 1973      | The Streets of San Francisco | Willard Lu-Cobra            | Episodio: "Trail of the Serpent"         |
| 1974      | Jerry                        | Morree Wu                   | Película de TV                           |
| 1980      | Diff'rent Strokes            | David Cheung                | Episodio: "Hello, Daddy"                 |
| 1982      | Traedlos vivos               | Asociado de Nakamoto        |                                          |
| 1982      | Taxi                         | Hombre japonés              | Episodio: "Alex Goes off the Wagon"      |
| 1983      | Matt Hudson                  | Spider                      |                                          |
| 1983      | Hill Street Blues            | Propietario de la tienda    |                                          |
| 1984      | Buffalo Bill                 | Jerry Lewis                 |                                          |
| 1989-1992 | The Golden Girls             | Dr. Chang                   |                                          |
| 1995      | Get Smart                    |                             | Película para TV                         |
| 2000      | NYPD Blue                    | Charlie Sung                | Episodio: "Goodbye Charlie"              |
| 2004      | Hi Hi Puffy AmiYumi          | Kaz (voz)                   |                                          |
| 2005-2007 | American Dragon: Jake Long   | Abuelo, y voces adicionales | 45 episodios                             |
| 2007      | En caso de emergencia        | Mr. Tuckman                 |                                          |
| 2009      | The Unit                     |                             |                                          |
| 2015      | The Man in the High Castle   | General Hata                |                                          |
| 2015-2017 | Star Wars Rebels             | Comandante Jun Sato (voz)   | 17 episodios                             |
| 2017      | Queen of the South           | Ki Moon                     | Episodio: "El Precio de la Fe"           |
| 2017      | Las Tortugas Ninja           | Jei (voz)                   | Tres episodios                           |
| 2017      | Be Cool, Scooby-Doo!         | Mr. Vehara, Sumo (voz)      | Episodio: "The Curse of Kaniaku"         |
| 2017      | Patoaventuras                | Voces adicionales           | Episodio: "Daytrip of Doom!"             |